# Roth-sur-Our
Roth-sur-Our (Roth an der Our en allemand) est une municipalité allemande située dans le Land de Rhénanie-Palatinat et l'arrondissement d'Eifel-Bitburg-Prüm.

## Géographie
Le village est entouré (sauf à l’est et au nord-est) par la rivière Our, un affluent de la Sûre, qui forme à cet endroit la frontière luxembourgeoise. Il est limitrophe du village luxembourgeois de Bettel au sud.
La commune est délimitée à l’ouest par la frontière luxembourgeoise qui la sépare des communes de Vianden et Tandel situées dans le canton de Vianden.

## Lieux et monuments

Situation dans l’arrondissement